# Niclas Holgersson
Niclas Holgersson, född 26 juni 1999, är en svensk fotbollsspelare som spelar för Herrestads AIF.

## Klubbkarriär
Niclas Holgersson inledde karriären i Ljungskile SK och kritade som 15-åring på ett femårskontrakt med sin moderklubb. En knapp månad innan sin 16-årsdag, den 30 maj 2015, fick han debutera i Superettan genom ett inhopp i förlusten mot Östersunds FK.
I maj 2018 lånades Holgersson ut till division 2-klubben Stenungsunds IF på ett samarbetsavtal, vilket gjorde att han kunde representera båda klubbarna under säsongen 2018. I augusti 2019 flyttade Holgersson till USA och började spela för universitetslaget North Park University. Han gjorde fem mål på 14 matcher för North Park under 2019.
I juli 2020 återvände Holgersson till Sverige för spel i division 2-klubben IK Oddevold. I januari 2022 gick han till Herrestads AIF.

## Landslagskarriär
Året därpå, 2016, kallades han som reserv in till U17-EM, sedan Alexander Isak och Sead Haksabanovic lämnat återbud till turneringen. Väl i EM-slutspelet fick Niclas Holgersson nöja sig med ett inhopp i gruppspelsmatchen mot Danmark, i en turnering där Sverige åkte ut mot Nederländerna i kvartsfinal.